# Elle s'en va
Pour plus de détails, voir Fiche technique et Distribution.
Elle s'en va est un film français réalisé par Emmanuelle Bercot, sorti en 2013.

## Synopsis
Tout va de mal en pis pour Bettie, une restauratrice bretonne, veuve portant élégamment la soixantaine. Alors qu'elle entretient une liaison passionnelle avec un industriel qui lui promet depuis toujours de divorcer pour l'épouser, elle apprend qu'il vient de le faire, mais pour se marier avec une jeune femme enceinte. Tout s'effondre autour d'elle : son restaurant est en péril économique, sa banque la menace de faillite. Au lendemain de ces mauvaises nouvelles, alors que c'est le coup de feu de midi, elle quitte soudainement le restaurant sous le prétexte d'aller acheter des cigarettes en voiture, puis décide de faire une balade afin de retrouver ses esprits. Mais au lieu de revenir, elle part à l'aventure sur les routes. De tours en détours, Bettie va de la côte atlantique jusqu'aux montagnes d'Auvergne. En chemin, elle prend comme passager son petit-fils de dix ans qu'elle connaît à peine. Des rencontres la ramènent à son passé, comme en Savoie où elle retrouve l'ex « Miss Bocage normand » qu'elle a connue autrefois en concourant en tant que « Miss Bretagne » pour le titre de Miss France 1969. À l'issue de ses déambulations, Bettie retrouve l'envie de vivre, car un nouvel amour apparaît,.

## Fiche technique
- Titre original : Elle s'en va
- Titre anglais : On My Way
- Réalisation : Emmanuelle Bercot
- Assistants-réalisation : Frédéric Gérard, Arnaud Rivaille
- Scénario : Emmanuelle Bercot et Jérôme Tonnerre
- Décors : Éric Barboza
- Costumes : Pascaline Chavanne
- Photographie : Guillaume Schiffman
- Son : Pierre André, Séverin Favriau, Jean-Pierre Laforce
- Supervision musicale : Varda Kakon
- Montage : Julien Leloup
- Producteurs : Olivier Delbosc et Marc Missonnier
- Productrice exécutive : Christine de Jekel
- Sociétés de production :
  - Fidélité Films (France), Rhône-Alpes Cinéma (France), Wild Bunch (France)
  - En association avec Soficinéma 9 (France), Cofimage 24 (France), Palatine Étoile 10 (France)
  - Avec la participation de OCS (Orange Cinéma Séries, France), Région Rhône-Alpes, CNC (France)
  - Soutien de la Région Bretagne
- Sociétés de distribution : Wild Bunch ( France et  Pays-Bas), ABC Distribution ( Belgique), Métropole Films Distribution ( Québec), Xenix (de) ( Suisse romande) et Elle Driver (ventes à l'étranger)
- Pays d'origine :  France
- Langue : français
- Format : DCP — couleur — 1.85:1 — stéréo 5.1, Dolby Digital
- Genre : road movie, comédie dramatique
- Durée : 113 min[3]
- Dates de sortie :
  - Allemagne : 15 février 2013 (63e Festival de Berlin)
  - Pays-Bas : 9 mai 2013[4]
  - Belgique, France : 18 septembre 2013[5]
  - Suisse : 18 septembre 2013 en Suisse romande et 19 septembre 2013 au Festival du film français d'Helvétie
  - Royaume-Uni : 10 octobre 2013 (57e Festival du film de Londres)
  - Québec : 8 novembre 2013
- (fr) Classification CNC : tous publics (visa d'exploitation no 133575 délivré le 31 juillet 2013)

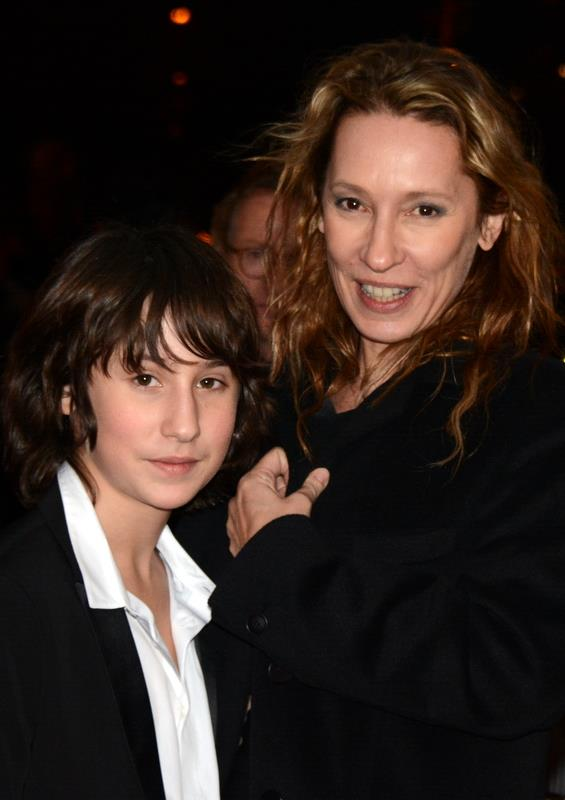
Nemo Schiffman avec sa mère, la réalisatrice Emmanuelle Bercot, à la des César.

## Distribution
- Catherine Deneuve : Bettie
- Nemo Schiffman : Charly, le petit-fils de Bettie
- Gérard Garouste : Alain
- Camille[6] : Muriel, la fille de Bettie[7]
- Claude Gensac : Annie, la mère de Bettie
- Paul Hamy : Marco
- Mylène Demongeot : Fanfan, Miss Bocage normand 1969
- Hafsia Herzi : Jeanne
- Valérie Lagrange : Miss de la Mayenne 1969
- Évelyne Leclercq : Miss Champagne 1969
- Gérard Desmoulins : le conseiller du maire
- Pierre Toulgoat : le papy à la cigarette (décédé en octobre 2016)
- Noël Lepetit : le pompiste
- Cédric Quistrebert : le barman du ranch

## Production

### Genèse
Emmanuelle Bercot : « À l'origine de ce projet se trouve une femme, Catherine Deneuve, et mon désir de la filmer, de marcher avec elle et d'écrire ainsi pour elle. Rapidement, presque instinctivement, est venu le désir de la voir « sur la route », rencontrant une diversité de gens. Le désir de la montrer comme une femme, plutôt qu'une mère, et aussi comme une grand-mère, confrontée à son petit-fils. »

### Tournage
Le tournage a eu lieu en 2012 et les extérieurs ont notamment été tournés en juin en Bretagne au Trévoux (Finistère) et à La Roche-Bernard et Quistinic (Morbihan),, à Izieu (Ain), ainsi qu'à Menthon-Saint-Bernard (Haute-Savoie).

## Musique
Sauf indication contraire, les informations mentionnées dans cette section peuvent être confirmées par le générique de fin de l'œuvre audiovisuelle présentée ici, ainsi que par la base de données cinématographiques IMDb,  présente dans la section « Liens externes ».
- This Love Affair, paroles, musique et interprétation par Rufus Wainwright (2004)[13],[14].
- Une petite fille, paroles de Claude Nougaro et musique de Jacques Datin (1962), interprétée par Claude Nougaro.
- Ma grand'mère, paroles et musique de Pierre-Jean de Béranger (1828[15]), interprétée finalement par l'assemblée attablée.
- La Mia Vita, paroles et musique de Brice Davoli interprétée par Maurizio Macos.

## Distinctions

### Récompense
- Festival du film de Cabourg 2013 : « Coup de cœur » pour l'interprétation de Catherine Deneuve[16]

### Nominations et sélections
- Berlinale 2013 : sélection officielle[14],[17]
- Prix Louis-Delluc 2013 : sélection officielle[18]
- Festival international des scénaristes de Valence 2013 : sélection « scène nationale »[19]
- Festival Paris Cinéma 2013 : projection en avant-première
- Festival du film français d'Helvétie 2013 : projection « Soirée d'ouverture » le 19 septembre 2013
- Festival du film de Londres 2013 : sélection « Love », projection les 10, 13 et 19 octobre
- Festival de Films Cinemania 2013 : projection les 8 et 16 novembre à Montréal (Québec)
- Césars 2014 :
  - Meilleure actrice pour Catherine Deneuve
  - Meilleur espoir masculin pour Nemo Schiffman